# 斯奇茹夫

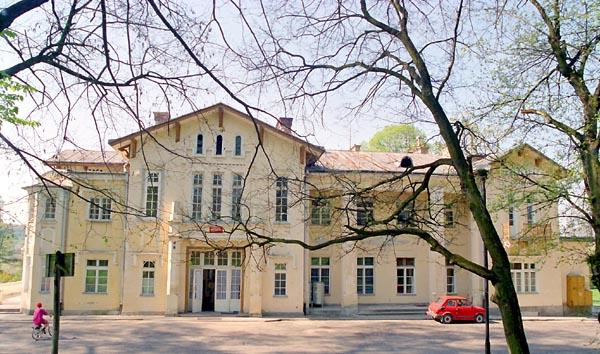

斯奇茹夫是波蘭的城鎮，位於該國東南部，距離首府熱舒夫30公里，由喀爾巴阡山省負責管轄，始建於九世紀，面積13.93平方公里，2006年人口8,703。